# کووزکو
کووزکو (به لهستانی:  Kłodzko) یک منطقهٔ مسکونی در لهستان است که در شهرستان کووزکو واقع شده‌است. کووزکو ۲۵ کیلومتر مربع مساحت و ۲۷٬۵۵۴ نفر جمعیت دارد.

## خواهرخوانده
شهرهای بنزهایم و گئورگسمارینهوته خواهرخوانده‌های کووزکو هستند.